# Ciclo-hexilamina
A ciclo-hexilamina (ou cicloexilamina), também chamado hexa-hidroanilina, 1-aminociclo-hexano, ou amino-hexa-hidrobenzeno, é um composto orgânico, uma amina derivada do ciclo-hexano.
É um líquido claro a amarelado, com odor de peixe, ponto de fusão de —17,7°C e ponto de ebulição de 134,5°C, miscível com água. Como outras aminas, é medianamente alcalina, comparada a bases fortes tais como o NaOH, mas é uma é uma base mais forte que sua correspondente aromática, a anilina, a qual difere somente em que seu anel é aromático. É inflamável, com ponto de fulgor a 28,6°C. Misturas explosivas com o ar podem ser formadas acima de 26°C. É tóxica por inalação e ingestão; a inalação por si pode ser fatal. É facilmente absorvível pela pele, à qual irrita. É corrosiva. A ciclo-hexilamina é listada como uma substância extremamente perigosa.
A ciclo-hexalamina é usada como um intermediário em síntese de alguns herbicidas, antioxidantes, aceleradores para vulcanização, fármacos (por exemplo, mucolíticos, analgésicos, broncodilatadores, inibidores de corrosão, alguns adoçantes (notadamente os ciclamatos), etc.